# Ymer (auteur)
Pour les articles homonymes, voir Ymer.
Ymer, de son vrai nom Lucien Méry, est un auteur de bande dessinée et illustrateur français du premier tiers du XXe siècle, intimement associé aux illustrés du groupe Fayard.